# Julius von Pflug

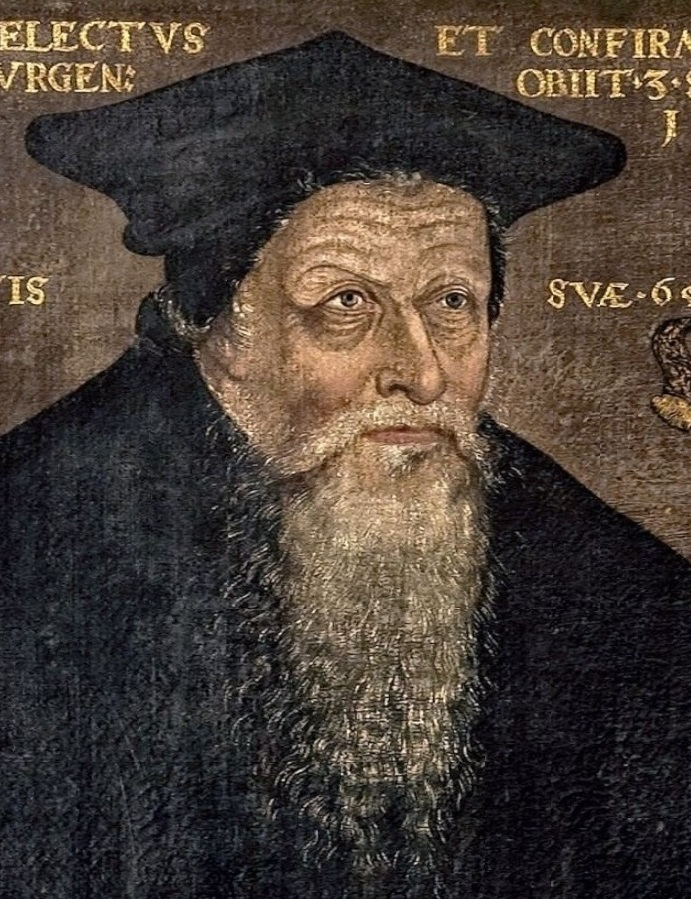
Julius von Pflug

Julius von Pflug, auch Julius von Pflugk, (* 1499 in Eythra; † 3. September 1564 in Zeitz) war von 1542 bis zu seinem Tod der letzte katholische Bischof der Diözese Naumburg und der letzte Fürstbischof des Hochstifts Naumburg.
Beeinflusst durch Erasmus von Rotterdam, blieb er katholischer Humanist, bemühte sich aber um Vermittlung mit der Reformation und wird daher als Vordenker der ökumenischen Bewegung gesehen. Er wirkte am Augsburger Interim sowie mehreren Religionsgesprächen mit und bemühte sich erfolglos um Ausnahmegenehmigungen für Priesterehe und Laienkelch in seiner Diözese durch die römische Kurie.

## Leben

### Herkunft und Studienjahre
Julius stammte aus der Familie von Pflugk und war der Sohn von Caesar von Pflugk, einem Berater des Herzogs Georg des Bärtigen. Schon mit elf Jahren wurde Pflug 1510 an der Universität Leipzig immatrikuliert. Größtenteils war er dort der Schüler von Petrus Mosellanus. 1517 ging Pflug auf Empfehlung seines Lehrers an die Universität Padua zu Lazaro Buonamico. An der Universität Bologna beendete er erfolgreich sein Studium.

### Laufbahn als Geistlicher
Nach Hause zurückgekehrt wurde er Kanoniker des Domkapitels zu Meißen. Unter Bischof Johann VIII. von Maltitz leistete er Widerstand gegen die Übergriffe des Kurfürsten auf das Bistum. 1521 berief ihn Herzog Georg von Sachsen als Rat. Im darauffolgenden Jahr wurde er zum Dompropst in Zeitz ernannt. In den Jahren 1528/29 unternahm Pflug eine Studienreise durch Italien; wahrscheinlich besuchte er dabei auch Rom und den Vatikan. 1530 begleitete er seinen Dienstherrn Herzog Georg zum Reichstag in Augsburg. 1531 erhielt er eine Stelle im Mainzer Domkapitel. 1532 kehrte Pflug nach Zeitz zurück. In diesen Jahren gab es wohl keine wichtige kirchliche Konferenz oder Verhandlung, an denen Pflug nicht teilgenommen hat. In Leipzig disputierte Pflug neben Christoph von Carlowitz und anderen mit den Protestanten Philipp Melanchthon und Gregor Brück. 1537 wurde Pflug zum Domdechant von Meißen ernannt, 1539 berief ihn Kardinal Albrecht von Brandenburg als Rat. Als noch im selben Jahr Herzog Heinrich von Sachsen das Bistum Meißen reformieren wollte, beauftragte der Bischof von Meißen Pflug, wahrscheinlich zusammen mit Georg Witzel, mit der Protestnote Eine gemeinschaftliche Lehre von vier Artikeln, die einen jeden Christen zu wissen vonnöthen. Im April 1541 vertrat Pflug die katholische Partei beim Religionsgespräch von Regensburg. Hier disputierte er mit den Theologen Johannes Eck und Johann Gropper.

### Bischof von Naumburg
1540 wurde Pflug zum Domkapitular von Naumburg ernannt und 1541 wählte ihn das Domkapitel zum neuen Bischof von Naumburg. Kurfürst Johann Friedrich von Sachsen sah darin nicht nur einen politischen, sondern auch einen persönlichen Affront und ernannte seinerseits den evangelischen Prediger Nikolaus von Amsdorf zum Bischof in Naumburg. In den Jahren 1542 bis 1547 hielt sich Pflug meistens im Exil in Mainz auf und beschäftigte sich besonders mit den Thesen Martin Luthers. Beeinflusst von Georg Witzel und vor allem durch Erasmus von Rotterdam war Pflug immer auf Ausgleich bedacht und sah sich als Vermittler zwischen den Konfessionen. Bezüglich der doppelten Bischofsernennung in Naumburg fand man auf dem Reichstag in Speyer 1542 keine Lösung. Unter dem Vorzeichen der Kirchenspaltung fällt es schwer, Nikolaus von Amsdorf als Gegenbischof zu bezeichnen, in jedem Fall war er bis 1546 faktisch Herrscher über das Hochstift, allerdings stark abhängig von Kursachsen.
Eine Entscheidung fiel erst 1546 im Schmalkaldischen Krieg. Herzog Moritz von Sachsen machte es mit seinen Truppen möglich, dass Pflug in Naumburg einziehen konnte. Doch schon im Januar 1547 wurde Pflug von Kurfürst Johann Friedrich von Sachsen wieder vertrieben. Der Sieg Kaisers Karl V. in der Schlacht bei Mühlberg am 24. April 1547 brachte Pflug den Bischofssitz wieder. Doch er übernahm ein schwieriges Amt, da inzwischen der Großteil seines Bistums lutherisch geworden war.
Auch wenn er als weltlicher Herrscher keine einschneidenden Maßnahmen ergriff, gelang es ihm, die Verhältnisse innerhalb des Stiftes zu beruhigen. Er bemühte sich die Autorität der katholischen Kirche wiederherzustellen. In Glaubensfragen stand er vor einem weitgehend protestantisch gewordenen Bistum, in dem beispielsweise nur noch ein Pfarrer unverheiratet geblieben war. So wendete er sich mit der Bitte an den Papst, die Ehen der Pfarrer in seinem Bistum zu gestatten und das Abendmahl in beiden Formen zuzulassen, was abgelehnt wurde. Eine für die Rekatholisierung notwendige Ausbildungsstelle für Theologen in Zeitz wurde nicht installiert. Julius war vielfach auf Ausgleich und Annäherung bedacht. Er agierte dermaßen vorsichtig, dass ihm der Theologe Josef Hergenröther und der Historiker Ludwig Pastor deswegen sogar Kryptocalvinismus unterstellten.
Im Juni 1546 nahm Pflug am Religionsgespräch in Regensburg teil. Hier diskutierte er u. a. mit Michael Helding und Johannes Agricola. Da Pflug dort erfolgreich handelte, bat ihn der Kaiser 1548 um Mithilfe bei der Formulierung des Augsburger Interims. Gesundheitlich angeschlagen nahm Julius 1551 und 1552 am Konzil von Trient teil, trat aber kaum in Erscheinung. Beim Wormser Religionsgespräch 1557 berief man Pflug zum Vorsitzenden.
Im Alter von 65 Jahren starb Bischof Julius von Pflug am 3. September 1564 in Zeitz und wurde im Dom der Moritzburg zu Zeitz beigesetzt. Es befindet sich dort auch eine Grabplatte, die darauf hinweist. Er war der letzte Fürstbischof des Hochstifts Naumburg, das anschließend nur noch von Verwesern verwaltet wurde und später im Kurfürstentum Sachsen aufging.

## Bibliothek und Nachlass
In 50 Jahren Sammeltätigkeit trug Pflug eine bedeutende Bibliothek zusammen. Sie umfasste ursprünglich fast 2.000 Drucke in rund 1.000 Bänden, die Pflug der Stiftsbibliothek Zeitz vermachte. Davon haben sich bis heute knapp 900 Bände mit circa 1.700 Drucken in Zeitz erhalten. „Bei dem Bestand handelt es sich um eine humanistische Gelehrtenbibliothek mit Werkausgaben von Aristoteles, Cicero, Horaz oder Homer, daneben zahlreiche juristische Werke, aber auch Titel aus dem Bereich der Theologie, Mathematik, Medizin und Naturkunde. Mit insgesamt 157 Titeln von Martin Luther handelt es sich zudem um eine der bedeutendsten zeitgenössischen Sammlungen reformatorischen Schriftguts.“ Auch der Großteil seines schriftlichen Nachlasses ist in Zeitz erhalten geblieben. Bibliothek und Nachlass sollen bis 2021 digitalisiert werden.

## Nachwirken
Im Jahr 2017 fand auf Schloss Moritzburg in Zeitz eine Ausstellung über Julius Pflug unter dem Titel Dialog der Konfessionen. Bischof Julius Pflug und die Reformation statt.